# Oreocallis
Oreocallis es un género de árboles de la familia Proteaceae. Es endémico de  Sudamérica. Contiene una sola especie. Las otras han sido trasladadas al género australiano  Alloxylon.  A second species O. mucronata, has been reclassified as conspecific with O. grandiflora.  Some recent sources recognize both species.

## Taxonomía
Fue descrito por John Kunkel Small y publicado en North American Flora 29(1): 58. 1914. La especie tipo es: Oreocallis grandiflora (Lam.) R.Br.

## Especies
- Oreocallis brachycarpa (Sleumer) Sleumer
- Oreocallis davisiae (Torr. ex A. Gray) Small
- Oreocallis grandiflora (Lam.) R. Br.
- Oreocallis pinnata (C.T.White) Sleumer
- Oreocallis wickhamii W.Hill